# Тьєррі Б'янкі
Тьєррі Жан Жозеф Б'янкі (фр. Thierry Jean Joseph Bianquis, 3 серпня 1935, Бруммана, Великий Ліван — 2 вересня 2014; Ліон, Франція) — французький ісламознавець, археолог й історик, сходознавець-арабіст. Один з головних редакторів й авторів «Енциклопедії ісламу» та один з авторів «Кембриджської історії Єгипту». Фахівець з ісламського Близького Сходу, особливо Єгипту епохи Фатімідського халіфату.

## Біографія
Тьєррі Б'янкі народився у Бруммані, французький Великий Ліван. При народженні лікарі поставили йому важкий діагноз і вважали, що він може померти у дитинстві, не доживши до дорослих років. Ранні роки Б'янкі провів у Лівані, переїхавши до Франції лише через 10 років після закінчення Другої світової війни. Між 1953 і 1960 роками він вивчав історію Близького Сходу у Ліонському університеті, там активно вивчав літературну арабську мову. У 1960 році Тьєррі переїхав до Алжиру, де два роки працював у військовому училищі Колеа. У 1962 році його прийняли на роботу як вчителя історії у середній школі у Тулузі та Бове. Після цього Тьєррі повернувся на Близький Схід. У 1967—1968 роках він вивчав арабську історію в Креа-де-Бікфайя, Ліван, після чого вступив до Французького інституту Близького Сходу (ФІБС) у Дамаску, Сирія, де навчався до 1971 року. Після закінчення навчання Тьєррі отримав посаду наукового співробітника Інституту східної археології у Каїрі.
У 1975 році Тьєррі повернувся до Дамаску, де аж до 1981 року очолював ФІБС. Там він прийняв на роботу низку авторитетних лінгвістів й істориків, вихованці яких невдовзі стали відомими майстрами своєї справи. У роки роботи Тьєррі читав, редагував і перекладав роботи багатьох арабських авторів, раніше недоступних історикам, зокрема праці Ібн Асакіра. На думку самого вченого, будь-який вчений повинен був починати з перекладу робіт таких авторів, щоб «спробувати збагнути багатовікову мудрість». Як завдання на захист магістерської дисертації Тьєррі пропонував своїм учням самим перекласти таку роботу, перш ніж присвятити себе здобуттю вищого ступеня. Тоді ж він брав участь у багатьох археологічних розкопках, зокрема з 1976 до 1981 рік був одним із керівників розкопок Ер-Рахби на Євфраті (про яку надалі написав статтю для «Енциклопедії ісламу»), а також керував захистом низки дисертацій з матеріальної культури ісламу.
Повернувшись у Ліон у 1981 році, Тьєррі у 1984 році захистив державну дисертацію, яку готував під керівництвом Клода Каена, і послідовно обіймав посади доцента, а потім, з 1991 року, професора історії й ісламської цивілізації в університеті Люм'єр Ліон 2. Там він викладав не лише історію середньовічного Сходу, а й історію сучасного арабського світу, а також продовжував роботу над археологією історичних знань, до яких отримав доступ завдяки старанному використанню арабських рукописів. Порівнюючи роботи ряду авторів (зокрема аль-Мусаббіхі та Макризі) він зміг відновити хронологію правління Фатімідів, що пізніше використовували багато авторів, які вивчали цю династію після нього. Фрагмент «Історії» аль-Мусаббіхі Б'янкі відредагував у 1978 році у співпраці з Айманом Фуадом Сайїдом. Вже за кілька років Тьєррі систематизував протистояння середньовічних історичних дискурсів з боку різних літописців й істориків. Цей метод вимагав відмінного знання арабської мови, незмінної суворості, смиренності та величезної інтелектуальної розсудливості — якостей, які він вимагав від учнів-дослідників, покликаних працювати під його керівництвом. Основною областю його досліджень були мусульманська Сирія та Єгипет X—XII століть. Пізніше його інтереси охопили Схід.
У ніч проти 24 травня 1997 року нідерландський редактор «Енциклопедії ісламу» Е. ван Донзел у розмові з П. Бірман, К. Е. Босуортом та В. Гайнрігсом запропонував включити до складу редакційної комісії другого видання енциклопедії вченого французького походження, який міг би привнести у проєкт новий погляд. Спочатку вибір припав на історика з Університету Провансу Жана-Клода Гарсіна, проте він відмовився та рекомендував на своє місце двох інших вчених — Т. Б'янкі та Жана Калмара. Як працівник Ліонського університету, Б'янкі був успішнішою кандидатурою на думку редакторів. Другий був співробітником Національного центру наукових досліджень у Парижі. Після довгих роздумів вчені все ж таки зупинилися на кандидатурі Б'янкі.
Центральним питанням, яким займався Тьєррі, було питання влади. Він розглядав його у всіх його вимірах: інтелектуальному, політичному, соціальному, економічному, але при цьому намагався не віддавати перевагу вивченню структур перед вивченням індивідів, тому що в його очах суспільства, які він розумів, аж ніяк не були скам'янілими та не складалися з соціальних груп, ізольовані один від одного. Однак його до кінця дослідити він так і не встиг, оскільки помер у 2014 році, коли улюблена ним Сирія виявилася зануреною у війну та хаос, через що загострилися його давні проблеми з серцем й іншими внутрішніми органами.
Б'янкі був одним із найбільших ісмаїлітознавців в історії. У низці своїх робіт, сфокусувавшись на вивченні Фатімідського періоду історії Єгипту та користуючись напрацюваннями основоположників науки, як-от В. І. Іванов, В. Маделунг і Ш. Штерн, Тьєррі разом з такими авторами як Хайнц Халм, Яаков Лев і Майкл Бретт став одним з тих експертів, які отримали найбільше світове визнання у своїй галузі та зробили колосальний вплив на розвиток ісламознавства наприкінці XX — початку XXI століття, зумівши звести дану його гілку на зовсім інший рівень. Зокрема автор двотомного дослідження «Damas et la Syrie sous la domination fatimide (359—468/969-1076)» («Дамаск і Сирія під владою Фатімідів») і статей в «Енциклопедії ісламу», присвячених фатимідським візирам.

## Праці

### Монографії/розділи
- Bianquis Thierry; Henein Nessim H. La magie par les psaumes: édition et traduction d’un manuscrit arabe chrétien d’Egypte. — Le Caire : Institut français d'archéologie orientale du Caire, 1975. — XII, 135, 95 p. — (Bibliothèque d'études coptes, t. 12)
- Egypt from the Arab conquest until the end of the Fatimid state (1171) // Africa from the Seventh to the Eleventh Century / ed. by M. Elfasi, Ivan Hrbek; International Scientific Committee for the Drafting of a General History of Africa. — N. Y. : UNESCO, 1988. — P. 163—194. — (General History of Africa, vol. 3) — ISBN 92-310-1709-8.
- Damas et la Syrie sous la domination fatimide (359—468/969—1076) : essai d’interpretation de chroniques arabes médiévales. — Damas : Presses de l’Ifpo, 1986. — Т. I. — XXII, 387 p. — (Publication de l'IFEAD, Institut Français, vol. 120) — ISBN 978-2-351-59422-3. — DOI:10.4000/books.ifpo.6437.
- Damas et la Syrie sous la domination fatimide (359—468/969—1076) : essai d’interpretation de chroniques arabes médiévales. — Damas : Presses de l’Ifpo, 1989. — Т. II. — P. 392—804. — (Publication de l'IFEAD, Institut Français, vol. 121) — ISBN 978-2-351-59526-8. — DOI:10.4000/books.ifpo.6458.
- The family in Arab Islam // A history of the family. — Cambridge, MA : Belknap Press of Harvard University Press, 1996. — P. 601—647. — ISBN 978-0-674-39675-3.
- Autonomous Egypt from Ibn Tūlūn to Kāfür 868—969 // The Cambridge History of Egypt / ed. by Carl F. Petry. — Cambr. : Cambridge University Press, 1998. — Т. 1 : Islamic Egypt, 640–1517. — P. 86—120. — ISBN 0-521-47137-0.
- Bianquis Thierry; Guichard Pierre; Menjot Denis. Pays d’Islam et monde latin xe-xiiie siècle. Textes et documents. — Lyon : Presses universitaires de Lyon, 2000. — 298 p. — (Collection d'histoire et d'archéologie médiévales) — ISBN 978-2-729-71066-8. — DOI:10.4000/books.pul.20886.
- La famille arabe médiévale. — Bruxelles : Éditions Complexe, 2005. — 87 p. — (Historiques, vol. 135) — ISBN 28-048-0034-2.
- La confrontation est-ouest en Mediterranee aux VII/XII et VIII/XIII siecles // Classical Arabic Humanities in Their Own Terms : Festschrift for Wolfhart Heinrichs on His 65th Birthday / ed. by Beatrice Gründler; Michael Cooperson. — Leiden : BRILL, 2008. — P. 148—164. — ISBN 978-90-04-16573-1.

### Редакція
- Les débuts du monde musulman (VIIe-Xe siècle) : de Muhammad aux dynasties autonomes / Thierry Bianquis; Pierre Guichard; Mathieu Tillier; Hélène Bellosta. — P. : Presses universitaires de France, 2012. — LVI, 647 p. — (Nouvelle Clio, L'Histoire et ses problèmes) — ISBN 978-2-130-55762-3.
- Encyclopaedia of Islam. 2nd ed : [англ.]: in 12 vol. / ed. by P. J. Bearman, Th. Bianquis, C. E. Bosworth, E. van Donzel, W. P. Heinrichs et al. — Leiden: E.J. Brill, 1960—2005. (платн.)